# Maison Léon-Provancher
La Maison Léon-Provancher est une institution muséale située dans le Vieux-Cap-Rouge. Son mandat est de promouvoir les sciences naturelles et l'histoire principalement auprès du jeune public. Dans ce but, la maison offre également des services d'animation au sein d'établissements scolaires et communautaires.

## Historique
La future Maison Léon-Provancher est fondée sur le territoire de la seigneurie de Gaudarville entre 1854 et 1866. La maison est construite sur le Chemin du Moulin (plus tard nommée la rue Scott, puis la rue Provancher en 1941 en l'honneur du naturaliste). À partir du 14 avril 1872, elle accueille l'abbé Léon Provancher, qui compte y prendre sa retraite.  La maison devient dès lors un centre de recherche scientifique. En ce sens, le propriétaire exploite les lieux comme laboratoire entomologique, centre de diffusion savante et espace horticole, entre autres. Provancher constitue également une bibliothèque scientifique à cet endroit. Le 23 mars 1892, date de la mort de l'abbé, la propriété est transférée à Mademoiselle Julie Julien, l'ancienne employée de maison. 

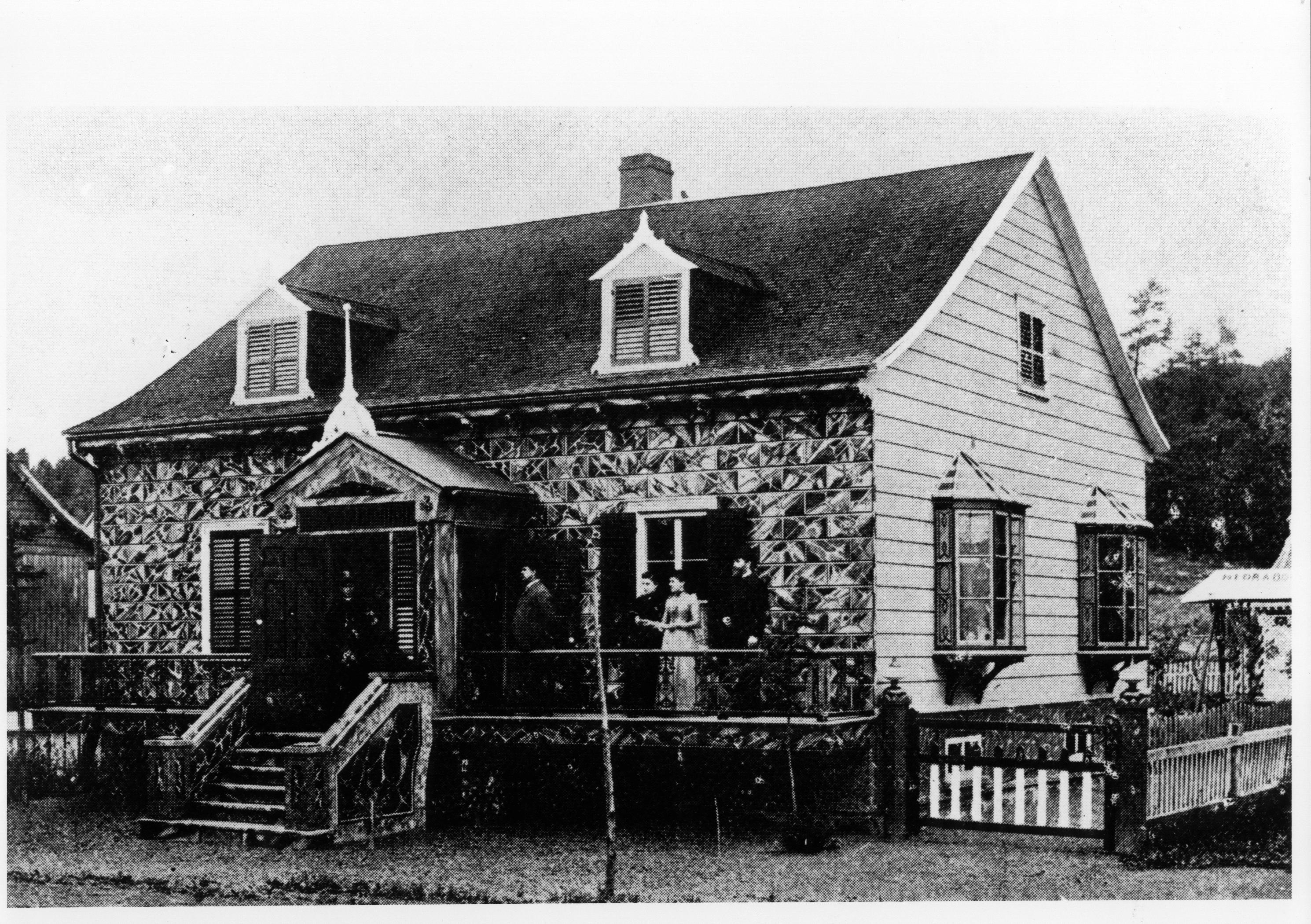
Léon Provancher sur le porche de sa maison en 1891 avec ses neveux et nièces

### Le Musée Provancher
La première tentative de conversion du lieu en musée revient à l'entomologiste et directeur des Sciences naturelles du Musée national des beaux-arts du Québec (alors le Musée de la Province de Québec) Noël Comeau qui fait l'acquisition de la propriété le 10 février 1940. Son objectif est de perpétuer la mémoire et le travail de Provancher. Le projet ne s'officialise qu'au lendemain de la Seconde Guerre mondiale, soit le 16 octobre 1946. Seulement quatre ans plus tard, le projet est avorté, notamment à cause d'insuccès financiers. Le gouvernement du Québec rachète la maison et ses collections pour 12 500$. Jusqu'en 1970, où la municipalité de Cap-Rouge acquiert la propriété, l'institution reste active dans sa fonction muséale.

### Le Café Provancher
En 1971, Jean Déry, futur membre de la Société historique du Cap-Rouge (1974), achète la maison pour 1400$ dans l'optique de la rénover et d'en faire un café. L'entreprise cesse ses services en 1983 (où la ville exerce son droit de rachat) à cause du poids financier de l'entretien du bâtiment.

### Reconstruction de la maison

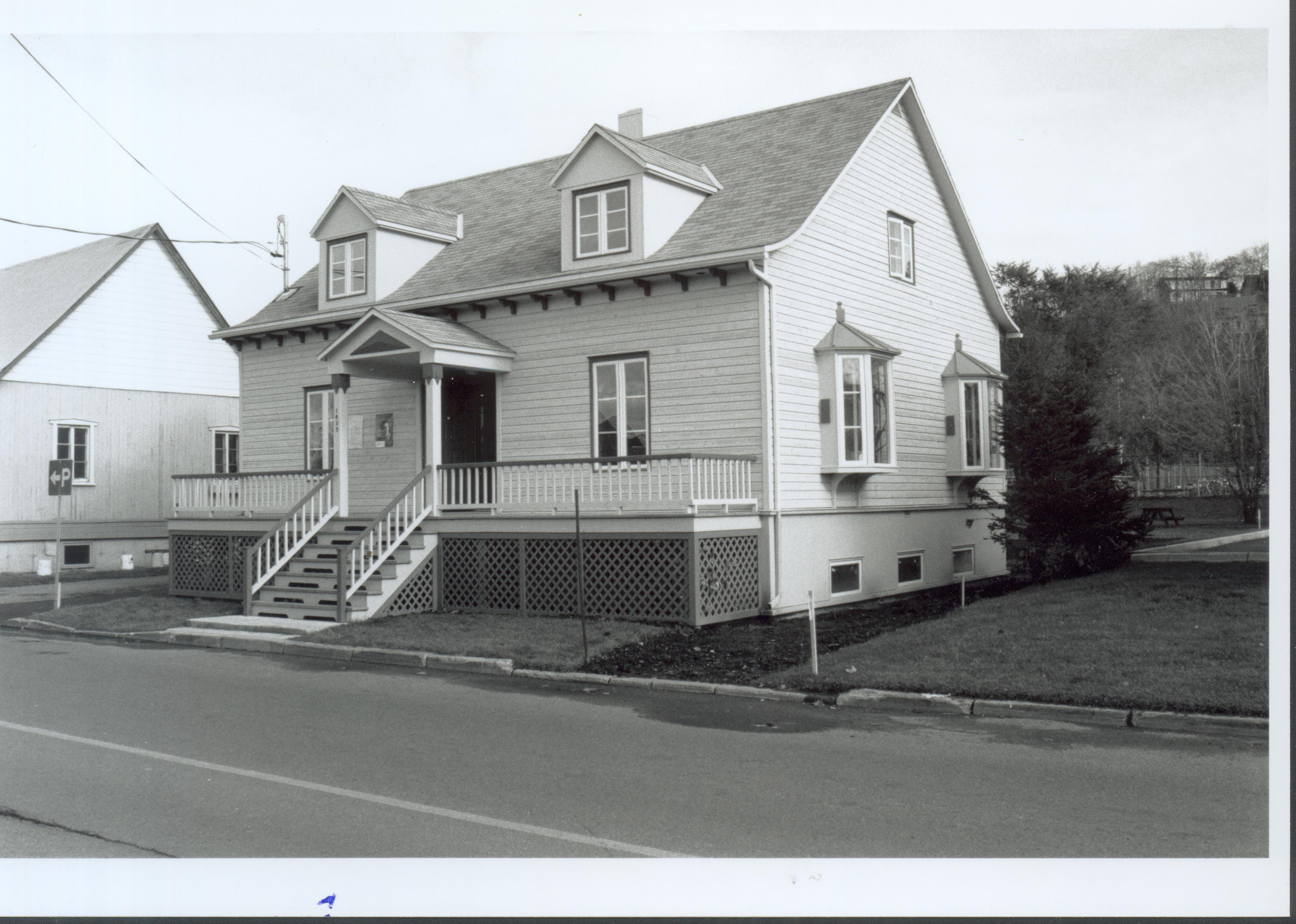
Façade de la Maison Léon-Provancher lors de son inauguration en novembre 1990

À partir de 1983, la municipalité de Cap-Rouge, en collaboration avec le ministère des Affaires Culturelles et la Société historique du Cap-Rouge, songe à restaurer l'image de la maison. Après une évaluation des coûts de restauration de la propriété, qui s'avère élevée, et une demande de subvention infructueuse, la ville décide de démolir les lieux. Les travaux s'effectuent vers la fin de l'année 1988. Une nouvelle maison semblable est alors construite et achevée en 1990.

### Le musée actuel
C'est le 5 novembre 1990 que la Maison Léon-Provancher voit le jour. Bien que le bâtiment soit la possession de la municipalité, la maison est désormais administrée par la Corporation La Maison Léon-Provancher, aussi créée en 1990. 

#### Objectifs
S'inspirant à la fois de l'héritage de l'abbé Provancher et de la valeur patrimoniale de la maison, l'organisme soutien l'accessibilité et la démocratisation des savoirs scientifiques. En ce sens, les activités éducatives offertes par la maison s'adressent à un large public. 

## Exposition permanente
La Maison Léon-Provancher possède une exposition permanente intitulée Naturoscope - Cap sur la biodiversité. Celle-ci est essentiellement constituée de spécimens d'oiseaux et d'insectes naturalisés, ainsi que de quelques mammifères. En plus de faire partiellement l'étalage du travail scientifique de Provancher l'exposition vise l'apprivoisement du public avec la méthode scientifique. Une animalerie, contenant quelques amphibiens, reptiles et insectes vivants, est également présente au sein du sous-sol de l'établissement. 

## Collection[8]
En plus des spécimens présents dans l'exposition, la maison entrepose plusieurs autres individus naturalisés. Parmi sa collection, la maison compte : 
- des arthropodes
- des cordés
- des cnidaires
- des échinodermes
- des mollusques

## Services d'animation
Depuis le début des années 2000, la maison tient un camp d'été dans lequel elle propose une programmation d'animation scientifique aux enfants de cinq à douze ans. 

## Vie culturelle
Depuis 2005, la Maison Léon-Provancher fait partie du réseau Maisons du patrimoine, une organisation qui encourage la mise en valeur des institutions patrimoniales et muséales de la ville de Québec. En tant que musée agréé, la maison est également reconnue et enregistrée au sein de la Société des musées du Québec, de l'Association des musées canadiens et de l'Association canadienne des centres de sciences.  